# Jenő Erdélyi
Jenő Erdélyi (ur. 27 listopada 1881 w Tince, zm. 2 października 1971 w Segedynie) – węgierski szermierz, złoty medalista mistrzostw świata.
Podczas mistrzostw świata w Warszawie w 1934 roku (oficjalnie zawody tego cyklu rozgrywane są pod tą nazwą dopiero od 1937) Węgrzy w składzie: Jenő Erdélyi, Aladár Gerevich, György Piller, Endre Kabos, László Rajcsányi i Imre Rajczy zdobyli złoty medal w szabli drużynowej. W finale pokonali reprezentację Włoch.
Nigdy nie wziął udziału w igrzyskach olimpijskich.